# Kő-hegy (Üröm)
Kő-hegy är en kulle i Ungern. Den ligger i provinsen Pest, i den centrala delen av landet, 13 km norr om huvudstaden Budapest. Toppen på Kő-hegy är 341 meter över havet.
Terrängen runt Kő-hegy är kuperad västerut, men österut är den platt. Runt Kő-hegy är det mycket tätbefolkat, med 4 343 invånare per kvadratkilometer. Närmaste större samhälle är Budapest, 13,2 km söder om Kő-hegy. Runt Kő-hegy är det i huvudsak tätbebyggt.